# Fridrich II. ze Saluzza
Fridrich II. ze Saluzza (1332 – 1396) byl od roku 1357 markrabětem ze Saluzza jako nástupce svého otce Tomáše II.
Jeho matkou byla Ricciarda Viscontiová, dcera milánského lorda Galeazza I. Viscontiho a Beatrix d'Este, dcery Obizza I. d'Este.
Zdědil markrabství zchudlé nedávnou občanskou válkou a se špatnými vztahy se sousedním savojským vévodstvím. Proto se cítil přinucen hledat pomoc ve Francii a přísahat věrnost v dubnu 1375 dauphinovi Karlovi. V následujících čtyřiceti letech markrabě opakovaně žádal Francii o pomoc proti Savojsku; například v roce 1376 přijel Fridrich do Paříže požádat Karla V. Francouzského,zda by mohl jeho spor se Savojskem projednán v pařížském parlamentu.

## Manželství a potomci
Fridrich se oženil s Beatrix Ženevskou, dcerou Huga Ženevského, lorda z Gex, Anthon a Varey. Měli spolu devět dětí:
- Tomáš III. ze Saluzza
- Amadeus Saluzzo
- Petr ze Saluzza
- Hugo ze Saluzza
- Robert ze Saluzza
- Giacomo ze Saluzza
- Polia ze Saluzza
- Violanta ze Saluzza
- Konstancie ze Saluzza

Měl také tři nemanželské děti, později uznané:
- Giovanna ze Saluzza, jeptiška
- Františka ze Saluzza
- Markéta ze Saluzza